# DesCodeuses
DesCodeuses est une association française qui travaille à développer l'inclusion numérique des femmes issues de quartiers prioritaires. Elle initie et forme gratuitement ces femmes  à la programmation et au code,.

## Histoire
L'association est créée en 2018 par Souad Boutegrabet à la suite de sa propre reconversion professionnelle en 2014 qui la confronte au manque de diversité dans l'informatique en entreprise. Notamment inspirée par Black Girls Code, une association qui apprend le code aux jeunes filles afro-américaines aux États-Unis, elle propose des ateliers d'initiation aux métiers du web dans son quartier, le 20e arrondissement de Paris,.
Rapidement un premier partenariat avec Pôle Emploi permet à l'association de prendre de l'ampleur auprès des demandeurs d'emploi. Pour pallier la monopolisation de la parole par les hommes lors de ces ateliers, Souad Boutegrabet réserve alors son activité aux femmes,.
En 2019, DesCodeuses reçoit le trophée de l’économie sociale et solidaire de Paris,.
En 2020, l'association met en place son premier cursus de formation,.

## Activités

### Formations
L'association propose différents parcours professionnalisants sur 1 an à des promotions de 15 à 20 femmes. 
Ces parcours sont organisés autour de 6 mois de cours et de 6 mois de stage rémunérés, sur différents sujets (notamment développeuse web, conceptrice d'application et de cybersécurité),.

### Ateliers
L'association organise des ateliers collectifs de sensibilisation sur une semaine pendant laquelle les participantes sont initiées au Numérique, rencontrent des professionnelles du milieu et sont mises en contact avec des associations et missions locales
.

### Accompagnement à l'emploi
L'association propose également un accompagnement vers l'emploi, au travers de coachings individuels, une communauté d'entraide favorisant la sororité, des formations aux soft skills ou d'autres soutiens divers comme des aides à la garde d'enfant,,.

## Organisation

### Locaux
DesCodeuses dispose de locaux à Paris, Saint-Ouen-sur-Seine et Roubaix.

### Partenaires
DesCodeuses est partenaire de France Travail qui finance et propose ses formations.
Pour offrir un parcours de formation accessible à toutes, DesCodeuses développe ses partenariats avec des entreprises qui acceptent de rémunérer les stages à hauteur minimale de 1 200 €/mois,. L'association travaille notamment avec BNP Paribas, Axa France ou SAP.